# Cassinasco
Cassinasco är en ort och kommun i provinsen Asti i regionen Piemonte i Italien. Kommunen hade 607 invånare (2018).